# Karl Kötschau
Karl Kötschau (* 19. Januar 1892 in Apolda; † 14. Juni 1982 in Stephanskirchen) war ein deutscher Arzt, Homöopath und Führer der nationalsozialistischen Reichsarbeitsgemeinschaft für eine Neue Deutsche Heilkunde.

## Leben und Wirken bis 1934

### Erster Weltkrieg – Ausbildung
Karl Kötschau war der Sohn des Fleischermeisters Louis Kötschau. Nach Ablegung der Reifeprüfung am Realgymnasium Lichterfelde studierte er ab 1911 – unterbrochen durch den Ersten Weltkrieg – Medizin an den Universitäten Berlin, Freiburg im Breisgau und Kiel. Vom August 1914 bis zum Kriegsende arbeitete er in verschiedenen Kriegslazaretten, wurde bis zum Feldhilfsarzt befördert und mit beiden Eisernen Kreuzen ausgezeichnet. Im Januar 1920 schloss er sein Medizinstudium in Berlin ab und wurde wenige Wochen danach approbiert. Mit der Sanitätskompanie der Reichswehrbrigade von Dassel kam er anschließend zum „Grenzschutz nach Ostpreußen“, wo er sich bald in Szillen als praktischer Arzt niederließ. Hier schrieb er 1921 seine Inauguraldissertation mit dem Titel „Über die Typhusschutzimpfung“, welche er der Albertus-Universität Königsberg vorlegte. Durch seinen „alten Freund“ Kurt Gutzeit wurde er 1923 an dessen Schwiegervater Roderich Stintzing (1854–1933) empfohlen, in dessen Jenaer Medizinischen Universitätsklinik er seine internistische Facharztausbildung absolvierte.

### Homöopathie
Zu Beginn der 1920er Jahre wurde Kötschau durch den Leiter der Leipziger homöopathischen Poliklinik, Hans Wapler und durch den Greifswalder Pharmakologen Hugo Schulz in die Homöopathie eingeführt. 1927 ging er für einige Monate zu Alfons Stiegele (1871–1957) ins Stuttgarter Homöopathische Krankenhaus. Stiegele war ein Vertreter der Naturwissenschaftlich Orientierten Homöopathie und bestrebt, für die Wirksamkeit dieser Heilmethode naturwissenschaftlich fundierte Nachweise zu erbringen.
Seit den 1920er Jahren war der Internist Otto Guttentag durch gemeinsames Interesse an der Homöopathie mit Kötschau verbunden.
Im Herbst 1927 wurde Kötschau Assistent in der von Wilhelm His geleiteten 1. Medizinischen Klinik der Charité in Berlin. Ein Stipendium der Deutschen Forschungsgemeinschaft und ein anschließendes Privatdozentenstudium erlaubten ihm Forschungen am Homöopathischen Krankenhaus in Stuttgart und am Pharmakologischen sowie am Radiologischen Institut der Universität Berlin zur „wissenschaftlichen Begründung der Homöopathie“. Kötschau erweiterte die Arndt-Schulz-Regel im Sinne einer „Wirkungstypenregel“, durch welche die von der Arndt-Schulz-Regel beschriebenen Reaktionsabläufe typisiert werden sollten.
1928 bewarb sich Kötschau vergebens um die Leitung des ersten deutschen Lehrstuhls für Homöopathie in Berlin. Ernst Bastanier (1870–1953), ein Vertreter der Klassischen Homöopathie wurde ihm vorgezogen. Nach eigenen Angaben trat Kötschau 1929 für immer aus dem Deutschen Zentralverein homöopathischer Ärzte aus.
Ab 1929 war er als Assistent an einer homöopathischen Klinik in Berlin tätig. Kötschau trat zum 1. April 1932 der NSDAP bei (Mitgliedsnummer 1.068.407). Er trat auch der SA und dem NS-Ärztebund bei. Anfang 1933 war Kötschau in den Heilstätten Berlin-Beelitz tätig. Er war für kurze Zeit Ortsgruppenleiter von Beelitz. Im Sommer/Herbst 1933, nach erfolgter Habilitation, übernahm er die Leitung der Inneren Abteilung des Krankenhauses Berlin-Reinickendorf.

## Nachfolger von Emil Klein in Jena (1934–1937) – „Biologische Medizin“

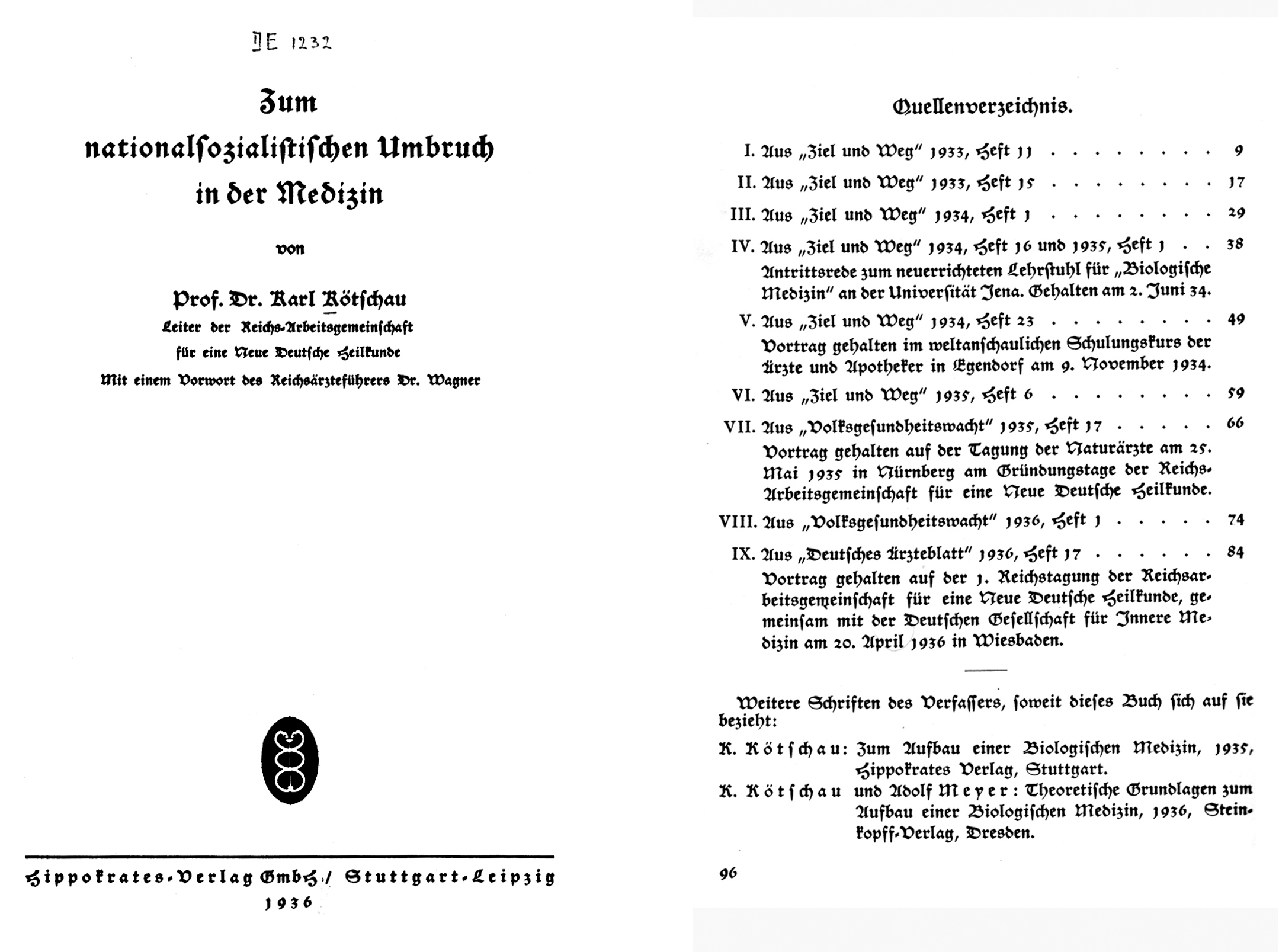
Titelblatt und Quellenverzeichnis aus: Karl Kötschau. Zum nationalsozialistischen Umbruch in der Medizin. 1936

Emil Klein war seit 1923 Inhaber des ersten „Lehrstuhls für Naturheilkunde“ in Jena. 1933 wurde er mit antisemitischer Begründung entlassen. 1934 übernahm Kötschau den Jenaer Lehrstuhl und nannte ihn „Ordinariat für Biologische Medizin“. Kötschaus Antrittsvorlesung trug den Titel: Die nationalsozialistische Idee in der Biologischen Medizin.
Von 1933 bis 1936 schrieb Kötschau zahlreiche Beiträge über „Biologische Medizin“. Diese Beiträge wurden vorrangig in folgenden Zeitschriften veröffentlicht:
- „Ziel und Weg“ (Organ des Nationalsozialistischen Deutschen Ärztebundes) und
- „Volksgesundheitswacht“ (herausgegeben vom Sachverständigenbeirat für Volksgesundheit in der Reichsleitung der NSDAP). Die „Volksgesundheitswacht“ wurde zweimal im Monat folgenden Zeitschriften beigelegt: „Deutsches Ärzteblatt“, „Deutsche Apothekerzeitung“, „Deutsche dentistische Wochenschrift“, „Deutsche Drogistenschaft“, „Reichsfachblatt der Deutschen Drogisten“, „Der Heilpraktiker“, „Deutsches Tierärzteblatt“ und „Zahnärztliche Mitteilungen“.[13]

1936 wurde ein Großteil dieser Artikel in einem Sammelband unter dem Titel „Zum Nationalsozialistischen Umbruch in der Medizin“ abgedruckt. Naturheilkunde nannte Kötschau „Biologische Medizin“ und diese bezeichnete er als „ein ausgesprochenes Kind der nationalsozialistischen Weltanschauung“: 

„Der heroische Mensch des Nationalsozialismus und der biologisch vollwertige Rassenmensch, das ist ein und derselbe.“

Kötschau vertrat eine „Biologische Medizin“, die vor allem die Lebensführung des Patienten regeln wollte. So trat er für eine leistungsorientierte Vorsorgemedizin mit sozialdarwinistischen und rassenhygienischen Elementen ein, die an die Stelle der „unökonomischen Fürsorgemedizin“ treten sollte: 

„Eine Sozialversicherung, deren Leistung sich nur auf Fürsorge im fortgeschrittenen Stadium beschränkt, wirft ihr Geld genauso zum Fenster hinaus wie jene Fürsorge, die der Erhaltung der Minderwertigen gilt.“

### Reichsarbeitsgemeinschaft für eine Neue Deutsche Heilkunde (1935–1937)
Am 25. Mai 1935 bestimmte Reichsärzteführer Gerhard Wagner Kötschau zum Führer der neugegründeten Reichsarbeitsgemeinschaft für eine Neue Deutsche Heilkunde. Geschäftsführer wurde der Leiter des „Reichsverbands der Naturärzte“, Oskar Väth (1881–1952). Bereits im Januar 1937 wurde diese Reichsarbeitsgemeinschaft wieder aufgelöst.

### Holismus
1936 veröffentlichte Kötschau zusammen mit Adolf Meyer eine Abhandlung über Theoretische Grundlagen zum Aufbau einer biologischen Medizin. Darin begründete er seine „Biologische Medizin“ im Sinne der holistischen Philosophie Meyers. Nach eigenem Bekunden (1977) wollte er „Jena zur Kampfuniversität für ganzheitliches Denken“ machen. Es gelang ihm, Meyer nach Jena zu berufen. Diese Berufung wurde aber auf Initiative von Karl Astel rückgängig gemacht.
Ab Mitte 1937 wurde Holismus von der NSDAP-Leitung – insbesondere von deren Chefideologen Alfred Rosenberg – aus folgenden Gründen als nicht vereinbar mit der Idee des Nationalsozialismus eingestuft:
1. An die Stelle der „Rassenlehre“ setze der Holismus die „Lehre von der Ganzheit des Individuums“.
2. An die Stelle der „Auslese“ die „Symbiose“.
3. An die Stelle der „erblichen Unterschiede“ die „Umwelttheorie des Lamarckismus“.
4. An die Stelle der „Tatsachenforschung“ die „Spekulation.“[16]

## Nachfolger von Konrad Bingold in Nürnberg (1937–1945)

### „Klinik für innere Krankheiten und Naturheilverfahren“
Anfang 1937 wechselte Kötschau von Jena nach Nürnberg in den Gau von Julius Streicher. An der „I. Medizinischen Klinik“ war seit Dezember 1936 die Chefarztstelle frei, nachdem der mit einer Jüdin verheiratete Konrad Bingold aus diesem Amt gedrängt worden war. Die Klinik wurde umbenannt in „II. Klinik für innere Krankheiten und Naturheilverfahren“ und Kötschau zu ihrem Leiter ernannt. Diese Klinik führte er bis zum Zusammenbruch des nationalsozialistischen Systems 1945.
Des Weiteren war er Gauhauptstellenleiter des Hauptamts für Volksgesundheit der NSDAP in Franken und Stadtobermedizinalrat. Er erhielt am 30. Januar 1944 das Kriegsverdienstkreuz 2. Klasse.

### Streichers „Volksheilkunde“
Ab 1933 gab Julius Streicher die Zeitschrift „Deutsche Volksgesundheit aus Blut und Boden“ heraus, die wiederholt Gegenstand von Kontroversen war, 1934 kurzfristig verboten wurde und 1935 schließlich ihr Erscheinen einstellen musste. Hauptangriffspunkt war die darin vertretene radikale Impfgegnerschaft, die u. a. von Reichsärzteführer Gerhard Wagner heftig attackiert wurde.
Im Mai 1935 protegierte Streicher in Nürnberg eine Ausstellung mit dem Titel „Die Macht des Blutes“ und eine „Reichstagung der deutschen Volksheilbewegung.“ Diese Tagung wurde veranstaltet vom Deutschen Naturärzteverband unter Beteiligung des Heilpraktikerbundes Deutschland und der großen Volksheilverbände. Sie führte zur Gründung der „Reichsarbeitsgemeinschaft der Verbände für Lebens- und Heilreform“, die später in „Reichsarbeitsgemeinschaft für naturgemäße Lebens- und Heilweise“ umbenannt wurde. Die Organisatoren der Ausstellung „Die Macht des Blutes“ gründeten im Mai 1935 einen „Verein Deutsche Volksheilkunde e. V.“ Dieser Verein wiederum gründete am 12. November 1935 in Nürnberg ein „Paracelsus-Institut“.
1937 wurde Kötschau in Nürnberg zum Leiter sowohl des „Vereins Deutsche Volksheilkunde e. V.“ als auch des „Paracelsus-Instituts“ berufen. Mit Ernst Günther Schenck zusammen begründete er im Juni 1939 die nur wenige Monate bestehende Gesellschaft für Naturgemäße Lebens- und Heilweise.

## Nachkriegszeit – „Ganzheits-Medizin“
1945 geriet Kötschau in amerikanische Gefangenschaft. Otto Guttentag nahm 1947 während seiner Tätigkeit als Berater der US-Militärregierung wieder Kontakt zu Kötschau auf und setzte sich für dessen Freilassung aus einem Internierungslager für NSDAP-Mitglieder ein. Es verband sie die gemeinsame Kritik an der „Schulmedizin“ und das Interesse an der Homöopathie. Kötschaus sozialdarwinistische und rassistische Ansichten wurden von Otto Guttentag nicht geteilt. 1948 wurde Kötschau aus der Gefangenschaft entlassen.

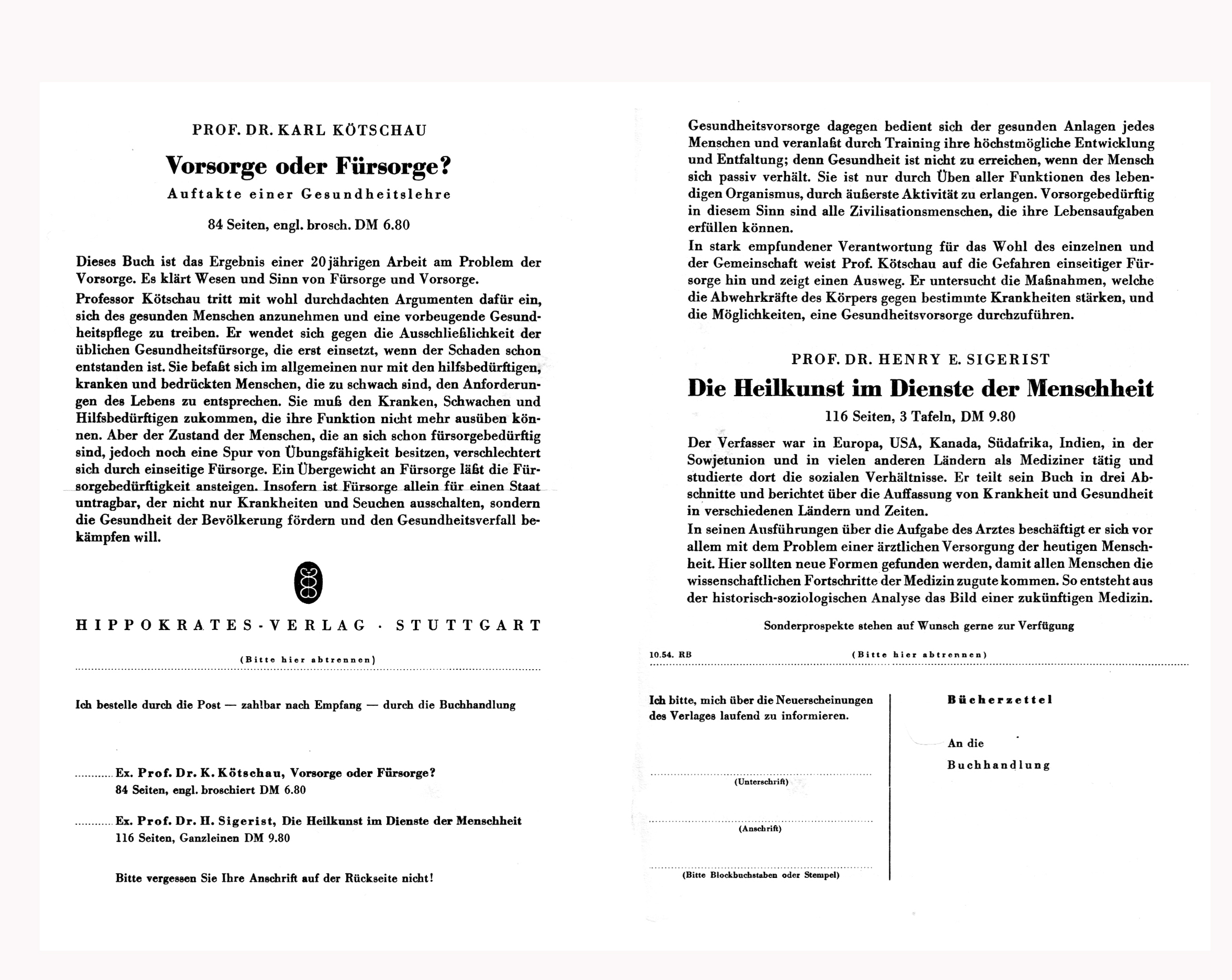
Hippokrates-Verlag. Werbeblatt 1954. Vorder- und Rückseite.

Er wurde Leiter eines Sanatoriums in Bad Harzburg und Dozent an der 1956 von Reinhard Höhn gegründeten „Akademie für Führungskräfte der Wirtschaft Bad Harzburg“. Kötschau war ab 1951 Mitglied im Zentralverband der Ärzte für Naturheilverfahren, der ihn 1958 mit der Hufeland-Medaille auszeichnete. Er gehörte des Weiteren dem wissenschaftlichen Beirat der Gesellschaft für biologische Anthropologie, Eugenik und Verhaltensforschung und der Internationalen Gesellschaft für Nahrungs- und Vitalstoff-Forschung an und war Mitglied im Weltbund zum Schutz des Lebens.
In Schloßberg bei Rosenheim praktizierte er bis ins hohe Alter als niedergelassener Homöopath. In zahlreichen Veröffentlichungen pries er seine „Biologische Medizin“ unter dem Titel „Ganzheitsmedizin“. Dabei kaschierte er seine Gedanken aus der nationalsozialistischen Zeit mit einem dünnen Firnis neutraler Begriffe. 1954 kündigte der Hippokrates-Verlag Kötschaus neues Buch mit dem Titel Vorsorge oder Fürsorge? an:
„Dieses Buch ist das Ergebnis einer 20 jährigen Arbeit am Problem der Vorsorge. Es klärt Wesen und Sinn von Fürsorge und Vorsorge.“
Es war eine Überarbeitung seiner 1939 erschienenen Schrift mit dem Titel Kämpferische Vorsorge statt karitative Fürsorge. Kötschaus 1970 auch im Brockhaus aufgenommene „Ganzheitsmedizin“ sollte auf den Fundamenten Homöopathie, Naturheilkunde, Akupunktur und Psychotherapie „gesundheits-vorsorgerisch“ ausgerichtet und auf die Stärkung der „psychophysischen Kräfte“ gerichtet sein.
In der Nachkriegszeit stellte Kötschau sich als Opfer des Nationalsozialismus dar. Aufgrund seiner holistischen Überzeugung sei ihm auf Initiative von Alfred Rosenberg der Lehrstuhl in Jena entzogen worden. Dazu Walter Wuttke-Groneberg:
„Folgte man Kötschaus Argumentation, so wäre auch Julius Streicher ein Widerstandskämpfer gewesen.“
„Wie Bürgertum und Kleinbürgertum insgesamt, so zählen auch Volks- und Naturheilkunde zu jenen Gruppierungen, die das Bündnis mit dem Faschismus gesucht haben und nach dessen Niedergang in der Pose des Opfers ihre wahre Rolle als betrogene Betrüger glaubten vergessen machen zu können.“
Dem ist hinzuzufügen, dass „die Volks- und Naturheilkunde“ der Weimarer Zeit nicht als einheitliche „Gruppierung“ bezeichnet werden kann. Bernhard Aschner, Martin Gumpert, William Gutman (1900–1991), Otto Guttentag, Emil Klein, Otto Leeser, Edward C. Whitmont (1912–1998), Friedrich Wolf und viele andere „Naturheilkundler“ haben „das Bündnis mit dem Faschismus“ nie gesucht.

## Schriften (Auswahl)
- Über die Typhusschutzimpfung. Diss. med. Königsberg 1921
- Zur naturwissenschaftlich-kritischen Einstellung in der Homöopathie. In: Allgemeine homöopathische Zeitung 176 (1928), S. 112
- Zur wissenschaftlichen Begründung der Homöopathie. Leipzig 1929
- Was will die naturwissenschaftlich-kritische Homöopathie. In: Deutsche Zeitschrift für Homöopathie 12 (1933), S. 20–24
- Zum Aufbau einer Biologischen Medizin. Hippokrates, Stuttgart 1935
- Zum Nationalsozialistischen Umbruch in der Medizin. Hippokrates, Stuttgart 1936 (Sammlung von Referaten und Beiträgen 1933–1936.)[23]
- Zusammen mit Adolf Meyer. Theoretische Grundlagen zum Aufbau einer biologischen Medizin. (= Wissenschaftliche Forschungsberichte, Naturwissenschaftliche Reihe, Band 40), Dresden – Leipzig 1936 (Digitalisat).
- Schriftenreihe des ‚Vereins Deutsche Volksheilkunde‘ (VDV 1936–1939)[24]

- Schriften VDV 08. Nürnberg 1937. Gesundheit durch Übung an der Natur.
- Schriften VDV 10. Nürnberg 1937. Gesundheitsbegutachtung und Gesundheitsschulung.
- Schriften VDV 12. Nürnberg 1938. Vorbeugen ist besser als Heilen! Kampf an der Natur erhält gesund.
- Schriften VDV 13. Nürnberg 1938. Gesundheit kauft man nicht im Handel. Sie liegt im eignen Lebenswandel.
- Schriften VDV 15. Nürnberg 1938. Der Einfluß des Christentums auf die Stellung und Einstellung des Kranken.

Darin (S. 36): „Der Invalidisierte oder zu Invalidisierende ist, soweit er die Altersgrenze [zur Berentung] noch nicht erreicht hat, auf Leistungsfähigkeit und Gesundheit zu trainieren, auch wenn dadurch der ungünstige Ausgang seiner Krankheit beschleunigt werden sollte. Mit anderen Worten: Es wird eine Entscheidung darüber herbeigeführt, entweder Leistungsfähigkeit oder natürliche Ausmerze.“
- Schriften VDV 16. Nürnberg 1938. Neue Wege zu Gesundheit und Leistung durch kämpferische Schulung der Jugend.
- Schriften VDV 18. Nürnberg 1939. Umweltschädigungen.
- Schriften VDV 20. Nürnberg 1939. Mangelfolgen und Mangelkrankheiten.

- Kämpferische Vorsorge statt karitative Fürsorge. Nürnberg 1939
- Gesund durch Übung und Anpassung an die Natur. In: Der Wendepunkt. (Bircher-Benner-Hauszeitschrift), 21. Jg. Zürich 1944, S. 445–451
- Gesundheitsvorsorge statt Krankheitsfürsorge. In: Der Wendepunkt. (Bircher-Benner-Hauszeitschrift), 31. Jg. Zürich-Erlenbach, No. 11. November 1954, S. 403–406
- Vorsorge oder Fürsorge? Auftakte einer Gesundheitslehre. Hippokrates, Stuttgart 1954 (Von nationalsozialistischem Vokabular bereinigte Neuauflage der Schrift Kämpferische Vorsorge statt karitative Fürsorge von 1939)
- Gesundheits–Vorsorge bei Verdauungskrankheiten. In: Bessere Verdauungsorgane. II. Teil. Jahrbuch Volksgesundheit 1958, II. Teil, Zürich 1958, S. 19–47
- Medizin am Scheideweg. Wiederherstellung von Ordnung, Ganzheit und Mitte in der Medizin. Ulm 1960.
- Leistung und Gesundheit. Bad Harzburg 1965
- Naturmedizin – Neue Wege. Mensch und Natur sind ein Ganzes. Verlag Grundlagen und Praxis, Leer 1978
- Rückblick. In: Erfahrungsheilkunde 1977, Heft 1, S. 1–7